# SING SING SING 4
『SING SING SING 4』（シング シング シング フォー）は、2016年10月5日にベリーグッドマンのメジャー1stアルバムとしてユニバーサルミュージックより発売された通算4枚目のオリジナル・アルバム。[限定盤]と[通常盤]の2種類発売。品番は[限定盤]UPCH-7191、[通常盤]UPCH-2096。

## 概要
- タイトルはインディーズの1stアルバムから続くナンバリングで、グループ名の由来となったベニー・グッドマンの曲「Sing, Sing, Sing」より[1]。（以降自主レーベル設立前の7までタイトル継続）
- メジャーデビューシングル「ありがとう〜旅立ちの声〜」やデジタル配信曲の「Color」「ライオン」「Eye to Eye」を収録。
- TBS系『恋んトス Season4』の主題歌「君に恋をしています」を収録。
- 限定版は「 "てっぺんとるぞ宣言"ツアー2016 〜超好感男の進撃〜＠大阪BIGCAT」でのライブのダイジェストが収録されたDVD付き。
- オリコンチャートは最高順位22位、登場回数4週を獲得[2]。
- 限定版のジャケットには「Eye to Eye」が主題歌となったWEBドラマ『スマ♡キュンムービー「先生に恋した夏」』で主演の高梨風花を演じた唯月ふうかが起用される[3][4]。
- 通常版のジャケット写真はメンバーがSNSで「あなたの大切な人・風景・場所」が写った写真を募集し、約1万枚の写真をすべてプリントし、メンバー自らスタジオに並べて巨大なモザイクアートを制作した[5][6]。
- メジャー1stアルバムという事で「Intro～ちょっと成長しました～」は、インディーズ1stアルバム「SING SING SING」の「イントロ」と同じくRoverの甥（次姉の次男）がしゃべっている[7]。
- 「TTS」は『てっぺん・とるぞ・宣言』や『楽しい・タオル・ソング』の略。またバックDJのMANA-Bがブリッジ部分を歌っている。
- 「シンクロニシティ」はファンに向けて感謝の気持ちを綴った曲で、今までの楽曲のタイトルや歌詞・メロディーを使って制作された[6]。

## 収録曲
| #         | タイトル                          | 作詞             | 作曲             | 編曲      | 時間  |
| --------- | --------------------------------- | ---------------- | ---------------- | --------- | ----- |
| 1.        | 「Intro〜ちょっと成長しました〜」 |                  |                  |           | 0:19  |
| 2.        | 「Eye to Eye」                    | ベリーグッドマン | ベリーグッドマン | HiDEX     | 4:39  |
| 3.        | 「ライオン」                      | ベリーグッドマン | ベリーグッドマン | HiDEX     | 4:25  |
| 4.        | 「Color」                         | ベリーグッドマン | ベリーグッドマン | HiDEX     | 3:52  |
| 5.        | 「Supernova」                     | ベリーグッドマン | ベリーグッドマン | HiDEX     | 3:54  |
| 6.        | 「Break」                         | ベリーグッドマン | ベリーグッドマン | HiDEX     | 3:43  |
| 7.        | 「TTS」                           | ベリーグッドマン | ベリーグッドマン | HiDEX     | 4:07  |
| 8.        | 「君に恋をしています」            | ベリーグッドマン | ベリーグッドマン | HiDEX     | 4:27  |
| 9.        | 「シンクロニシティ」              | ベリーグッドマン | ベリーグッドマン | HiDEX     | 3:56  |
| 10.       | 「ありがとう〜旅立ちの声〜」      | ベリーグッドマン | ベリーグッドマン | NAO･HiDEX | 4:58  |
| 合計時間: | 合計時間:                         | 合計時間:        | 合計時間:        | 合計時間: | 38:20 |

限定版DVD
| From 「ベリーグッドマン "てっぺんとるぞ宣言"ツアー2016 ～超好感男の進撃～@大阪BIGCAT」 ライブ・ダイジェスト |                    |      |            |
| # | タイトル           | 作詞 | 作曲・編曲 |
| 1. | 「ライトスタンド」 |      |            |
| 2. | 「Walkin'」        |      |            |
| 3. | 「1988」           |      |            |
| 4. | 「ベリーグッド」   |      |            |

## タイアップ
| ライオン                 | 第98回全国高校野球選手権 全国9エリアタイアップ楽曲(詳細は公式HP参照)                                                                                       |
| ライオン                 | 広島ホームテレビ高校球児応援キャンペーン『高校野球というドラマ』テーマソング                                                                               |
| ライオン                 | エフエム鹿児島「μ’s UP！」エンディングテーマ |
| ライオン                 | 毎日放送「戦え!スポーツ内閣」エンディングテーマ |
| ライオン                 | ライオン株式会社「足用冷却ジェルシート 休足時間 ゲキレイしよう！キャンペーン」                                                                             |
| ライオン                 | Champion 「TEAM CPFU」Season1 HONOLULU TRIATHLON 2017 チャレンジ×ベリーグッドマン                                                                          |
| ライオン                 | 岩谷産業テレビCM「鳥人間コンテスト2023 支えがあるから羽ばたける」テーマソング（2023年8月30日に読売テレビ制作の全国ネット向けダイジェスト番組内限定で放送） |
| Eye to Eye               | テレビ朝日系ドラマスペシャル『瀬戸内少年野球団』エンディングテーマ                                                                                         |
| Eye to Eye               | YouTube スマ♡キュンムービー「先生に恋した夏」主題歌 |
| Eye to Eye               | 富山テレビ『BBT MUSIC SELECTION』2016年9月度オープニングテーマ                                                                                             |
| Eye to Eye               | 九州朝日放送『ドォーモ』2016年9月度エンディングテーマ |
| Eye to Eye               | 2016年9月度全国ラジオ局パワープレイ（全16局）(詳細は公式HP参照)                                                                                            |
| Eye to Eye               | 北日本放送(富山AMラジオ)2016年10月「でるラジ 今週の歌」 |
| 君に恋をしています       | TBS系『恋んトス Season4』主題歌 |
| ありがとう〜旅立ちの声〜 | 毎日放送「ENT」2016年3月度エンディング・テーマ |
| ありがとう〜旅立ちの声〜 | 東海テレビ「オトナ養成所 バナナスクール」2016年3月度エンディング・テーマ                                                                                   |
| ありがとう〜旅立ちの声〜 | テレビ金沢「マル得配便DX」2016年3月度エンディング・テーマ                                                                                                  |
| ありがとう〜旅立ちの声〜 | フリスクコーラミント新発売記念「爽快ミュージックキャンペーン」                                                                                             |

## プロ野球選手登場曲一覧
- ライオン
  - 埼玉西武ライオンズ - 増田達至（2016年 - ）[注 1]
  - 東北楽天ゴールデンイーグルス - 内田靖人（2017年 - 2021年）
  - 読売ジャイアンツ - 大江竜聖（2017年 - 2021年）
  - 読売ジャイアンツ - 實松一成（2017年）
  - オリックス・バファローズ - 山岡泰輔（2017年）
  - 福岡ソフトバンクホークス - 川瀬晃（2017年）
  - 福岡ソフトバンクホークス - 栗原陵矢（2018年）
  - 横浜DeNAベイスターズ - 網谷圭将（2017年 - 2018年）
  - 中日ドラゴンズ - 中田翔（2018年）
  - 北海道日本ハムファイターズ - 山本拓実（2019年 - ）
- 君に恋をしています
  - 横浜DeNAベイスターズ - 柴田竜拓（2017年）
- ありがとう〜旅立ちの声〜
  - 中日ドラゴンズ - 杉山翔大（2016年）